# Pascual Barberán
Pascual Barberán Molina (Madrid) és llicenciat en Dret per la Universitat Complutense de Madrid, on exerceix com a advocat. És soci fundador del despatx especialitzat en propietat intel·lectual Barberán & González, que representa tant autors com editors i productors, i col·labora amb diverses institucions públiques i privades. Complementa el seu exercici de l'advocacia amb la docència com a professor de propietat intel·lectual en diversos màsters de la Universitat d'Alcalà i l'empresa Cálamo i Cran, amb presència a Madrid, Barcelona i Londres. És conferenciant habitual i imparteix seminaris i cursos relacionats amb els drets d'autor, els llibres electrònics i les noves llicències de tipus obert. És autor del llibre Manual práctico de propiedad intelectual (Ed. Tecnos, 2010), i d'altres publicacions.